# Nữu Hỗ Lộc thị

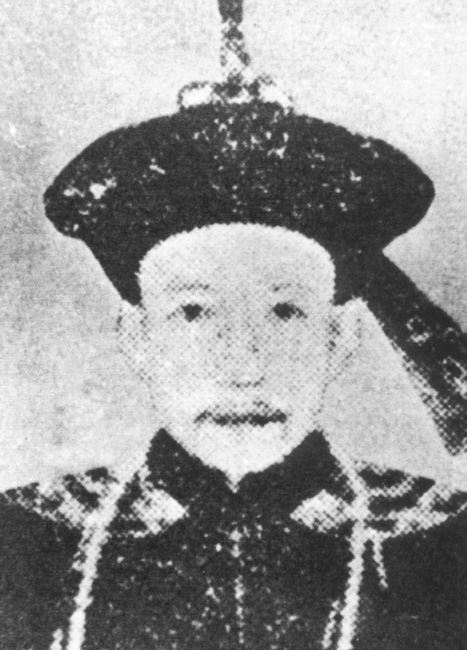
Hòa Thân, một nhân vật đầy quyền lực thuộc Nữu Hỗ Lộc thị. Ông xuất thân là một nhánh của Nữu Hoằng Nghị công gia.

Nữu Hỗ Lộc thị (chữ Hán: 鈕祜祿氏; tiếng Mãn: 
, Möllendorff: Niohuru hala), cũng gọi Nữu Hỗ Lỗ thị (钮祜鲁氏) hay Nữu Cổ Lộc thị (钮钴禄氏), là một họ của người Nữ Chân rất phổ biến triều nhà Thanh. Độ phổ biến và nối tiếng của họ này được liệt vào một trong Mãn tộc Bát đại tính.
Căn cứ Bát kỳ Mãn Châu thị tộc thông phổ (八旗满洲氏族通谱), cái tên của họ này vốn là địa danh, nhưng lại có một số cách nói khác là xuất phát từ họ Nữ Hề Liệt (女奚烈) thời nhà Kim. Đến thời nhà Minh, đại đa số người họ Nữu Hỗ Lộc thị có liên hệ với Sách Hòa Tế Ba Nhan (索和济巴颜) thế cư Núi Trường Bạch, hay một số vùng khác như Huy Phát hoặc Anh Ngạch (英额), An Đồ Qua Nhĩ Giai (安图瓜尔佳), Ngõa Nhĩ Khách (瓦尔喀),... Khi Hậu Kim quật khởi, nhiều gia tộc thuộc thị tộc này lần lượt quy phụ.
Nói đến Nữu Hỗ Lộc thị đời Thanh, vinh hiển và được biết đến nhiều nhất không thể không kể đến hậu duệ của Hoằng Nghị công Ngạch Diệc Đô, cũng gọi [Nữu Hoằng Nghị công gia; 鈕弘毅公家]. Đây là gia tộc Nữu Hỗ Lộc thị được xem là vinh hiển nhất, mệnh danh ["Danh môn trung danh môn"], đồng thời là gia tộc xuất sinh nhiều Hoàng hậu, phi tần của nhà Thanh nhất, với cả thảy 5 vị Hoàng hậu, bao gồm cả trường hợp được con trai sau khi lên ngôi Hoàng đế truy phong cho mẹ mình. Quyền thần nổi tiếng thời Càn Long, Hòa Thân, cũng là người thuộc gia tộc này, dù thực tế lại là một chi xa so với Nữu Hoằng Nghị công gia.
Thời Dân Quốc về sau, Nữu Hỗ Lộc thị đa phần cải thành Lang (郎), Nữu (钮), Lưu (刘), Hòa (和), Dương (杨), Lâm (林), Thiệu (邵), Triệu (赵),...

## Khái lược
Nguồn gốc tên gọi của thị tộc này chưa được xác định rõ ràng. Sách Bát kỳ Mãn Châu thị tộc tông phổ, quyển 5 chép: "Nữu Hỗ Lộc nguyên là địa danh, người [bộ tộc] nhân đó lấy làm họ". Sách Khâm định Kim sử ngữ giải, quyển 7, cho rằng: "Thị tộc Nữ Hề Liệt thời nhà Kim chính là thị tộc Nữu Hỗ Lộc thời nhà Thanh". Sách này tham khảo các tài liệu từ thời nhà Liêu, có ghi nhận về Nữ Hề Liệt thị (女奚烈氏), có khi được viết là Địch Liệt thị (敌烈氏). Mãi đến thời nhà Minh, tài liệu chữ Hán mới bắt đầu viết thành [Nữu Hỗ Lộc thị]. Ngoài ra, thời Thanh còn có thị tộc Nữu Hách Lặc (tiếng Mãn: ᠨᡳᠣᡥᡝᡵᡝ, Niohere, 鈕赫勒氏), cũng khá đồng âm với Nữ Hề Liệt.
Cũng có thuyết cho rằng, tên của thị tộc này có nguồn gốc từ từ ["niohe"] (tiếng Mãn: ᠨᡳᠣᡥᡝ), trong tiếng Mãn Châu có nghĩa là sói. Thuyết này đặt trên giả thuyết nhiều người thuộc thị tộc này đổi sang họ [Lang; 郎], trong nghĩa chữ Hán cũng có nghĩa là sói.
Nữu Hỗ Lộc thị được cho là khởi nguồn từ vùng núi Trường Bạch, thuộc tỉnh Cát Lâm ngày nay, giữa hai con sông Tùng Hoa và Mẫu Đơn. Theo những ghi chép trong gia phả thị tộc, phả hệ được truy về Sách Hòa Tế Ba Nhan (索和济巴颜; Sohoji Bayan), ông tổ 6 đời của Ngạch Diệc Đô, thành viên Nữu Hỗ Lộc thị nổi tiếng đầu tiên được ghi lại trong tài liệu lịch sử đời Thanh. Với sự hỗ trợ đắc lực của Ngạch Diệc Đô và thị tộc Nữu Hỗ Lộc, Nỗ Nhĩ Cáp Xích lần lượt thống nhất được các bộ tộc Nữ Chân để hình thành nhà nước Hậu Kim. Khi hệ thống Bát Kỳ ra đời, để tưởng thưởng cho lòng trung thành và công lao của Ngạch Diệc Đô, Nỗ Nhĩ Cáp Xích đã xếp Nữu Hỗ Lộc thị thuộc vào Tương Hoàng kỳ, trong nhóm Thượng Tam Kỳ, biến thị tộc này thành một trong những thị tộc có thế lực nhất trong Bát Kỳ. Đến thời cực thịnh nhất của nhà Thanh, hầu như các kỳ trong Bát kỳ đều có các thành viên của Nữu Hỗ Lộc thị giữ những vị trí trọng yếu.
Đầu thế kỷ 19, khi nhà Thanh bắt đầu suy yếu, đặc biệt là kể từ khi thành lập chính quyền Trung Hoa Dân quốc, nhiều người trong thị tộc Nữu Hỗ Lộc đã lấy họ là "Nữu", rút ngắn từ Nữu Hỗ Lộc, đặc biệt là ở vùng Giang Tây và Ngoại Mãn Châu. Nhiều thành viên thị tộc lại cải sang họ "Lang", nghĩa là "sói", dựa theo nghĩa của từ "niohe", trong tiếng Mãn Châu cũng có nghĩa là "sói".

## Nhân vật nổi bật

### Hậu phi triều Thanh
- Hoàng Thái Cực (Thanh Thái Tông): Thanh Thái Tông Nguyên phi.
- Thuận Trị Đế ( Thanh Thế Tổ ) Thanh Thế Tổ Thứ Phi
- Khang Hi Đế (Thanh Thánh Tổ): Hiếu Chiêu Nhân Hoàng hậu (Kế hậu), Ôn Hi Quý phi (em gái Hiếu Chiêu Nhân Hoàng hậu), Thứ Phi Tát Nhĩ Đan ( sinh mẫu Hoàng Nhị Thập Nữ ).
- Ung Chính Đế (Thanh Thế Tông): Hi phi (mẫu thân của Càn Long Đế, truy phong là Hiếu Thánh Hiến Hoàng hậu).
- Càn Long Đế (Thanh Cao Tông): Thuận phi, sau bị giáng làm Thuận Quý Nhân,Thành tần.
- Gia Khánh Đế (Thanh Nhân Tông): Hiếu Hòa Duệ Hoàng hậu (Kế hậu), Cung Thuận Hoàng quý phi.
- Đạo Quang Đế (Thanh Tuyên Tông): Hiếu Mục Thành Hoàng hậu (Nguyên phối Phúc tấn), Hiếu Toàn Thành Hoàng hậu (Kế hậu), Thành Quý phi, Tường Phi.
- Hàm Phong Đế (Thanh Văn Tông): Hiếu Trinh Hiển Hoàng hậu.

### Đại thần triều Thanh
- Ngạch Diệc Đô: Ngũ đại thần khai quốc của Hậu Kim.
- Át Tất Long: Trọng thần dưới triều Khang Hi, con của Ngạch Diệc Đô.
- Hòa Thân: Tham quan nổi tiếng thời Càn Long.

### Danh nhân hiện đại
- Lang Lãng, nghệ sĩ dương cầm Trung Quốc
- Lang Hùng, diễn viên Đài Loan.
- Lang Tổ Quân, nữ ca sĩ Đài Loan.
- Nữu Thừa Trạch, đạo diễn, diễn viên Đài Loan.